# Anomotoma holosericea
Anomotoma holosericea är en skalbaggsart som först beskrevs av Auguste Lameere 1903.  Anomotoma holosericea ingår i släktet Anomotoma och familjen långhorningar.
Artens utbredningsområde är Gabon. Inga underarter finns listade i Catalogue of Life.